# USS LST-1016
O USS LST-1016 foi um navio de guerra norte-americano da classe LST que operou durante a Segunda Guerra Mundial.